# Cineplex Divertissement
Pour les articles homonymes, voir Cineplex.
 (avril 2019).
Si vous disposez d'ouvrages ou d'articles de référence ou si vous connaissez des sites web de qualité traitant du thème abordé ici, merci de compléter l'article en donnant les références utiles à sa vérifiabilité et en les liant à la section « Notes et références ».
 (avril 2022).
La mise en forme du texte ne suit pas les recommandations de Wikipédia : il faut le « wikifier ».
Les points d'amélioration suivants sont les cas les plus fréquents. Le détail des points à revoir est peut-être précisé sur la page de discussion.
- Les titres sont pré-formatés par le logiciel. Ils ne sont ni en capitales, ni en gras.
- Le texte ne doit pas être écrit en capitales (les noms de famille non plus), ni en gras, ni en italique, ni en « petit »…
- Le gras n'est utilisé que pour surligner le titre de l'article dans l'introduction, une seule fois.
- L'italique est rarement utilisé : mots en langue étrangère, titres d'œuvres, noms de bateaux, etc.
- Les citations ne sont pas en italique mais en corps de texte normal. Elles sont entourées par des guillemets français : « et ».
- Les listes à puces sont à éviter, des paragraphes rédigés étant largement préférés. Les tableaux sont à réserver à la présentation de données structurées (résultats, etc.).
- Les appels de note de bas de page (petits chiffres en exposant, introduits par l'outil «  Source ») sont à placer entre la fin de phrase et le point final[comme ça].
- Les liens internes (vers d'autres articles de Wikipédia) sont à choisir avec parcimonie. Créez des liens vers des articles approfondissant le sujet. Les termes génériques sans rapport avec le sujet sont à éviter, ainsi que les répétitions de liens vers un même terme.
- Les liens externes sont à placer uniquement dans une section « Liens externes », à la fin de l'article. Ces liens sont à choisir avec parcimonie suivant les règles définies. Si un lien sert de source à l'article, son insertion dans le texte est à faire par les notes de bas de page.
- La présentation des références doit suivre les conventions bibliographiques. Il est recommandé d'utiliser les modèles {{Ouvrage}}, {{Chapitre}}, {{Article}}, {{Lien web}} et/ou {{Bibliographie}}. Le mode d'édition visuel peut mettre en forme automatiquement les références.
- Insérer une infobox (cadre d'informations à droite) n'est pas obligatoire pour parachever la mise en page.

Pour une aide détaillée, merci de consulter Aide:Wikification.
Si vous pensez que ces points ont été résolus, vous pouvez retirer ce bandeau et améliorer la mise en forme d'un autre article.
Cineplex Divertissement LP (TSX: CGX), est la plus importante entreprise d’exploitation de salles de cinéma au Canada et possède, loue ou exploite en coentreprise 165 cinémas totalisant 1693 écrans. Cineplex, dont le siège social est situé à Toronto, exploite des cinémas dans toutes les provinces canadiennes. L’entreprise exploite les cinémas des marques reconnues suivantes : Cineplex Odeon, Galaxy, Famous Players, Colisée, Colossus, StarCité, Cinema City et les cinémas Banque Scotia (en). Les actions de Cineplex sont négociées à la Bourse de Toronto (TSX) sous le symbole « CGX ».

## Historique

### Premières années
Famous Players Canadian Corporation a été fondée en 1920 lorsque Paramount Pictures a acheté la chaîne Paramount Theatre de Nathan Nathanson, qui l'avait établie quatre ans auparavant. Nathanson est devenu le premier président de Famous Players Canadian Corporation. La chaîne de cinéma Famous Players a toujours été étroitement liée à Paramount Pictures et était une filiale en propriété exclusive de Paramount Communications au moment où Viacom a fait l’acquisition de cette entreprise en 1994. Certains des cinémas les plus importants et populaires de la chaîne Famous Players étaient les cinémas Imperial et Uptown de Toronto ainsi que les cinémas Capitol, Orpheum, Stanley et Strand de Vancouver.
Nathanson a démissionné de son poste de président de Famous Players Canadian en 1929, mais à la suite d’une enquête menée par le gouvernement sur les plans des nouveaux dirigeants de fusionner avec Paramount-Publix Corporation dévoilant qu’il s’agissait d’une association d'entreprises illégale en violation des lois antitrust, Nathanson a été réélu à titre de président en mai 1933.
Paul Nathanson, le fils de Nathan, a fondé les cinémas Odeon du Canada sous le nom de « General Theatre Corporation ». On a d’abord utilisé le nom « Odeon Theatres of Canada » en janvier 1941. On a dit de Nathan Nathanson qu’il travaillait pour la chaine, mais ce n’est qu’au début de mai 1941 qu’il a encore une fois démissionné de Famous Players Canadian et a reconnu sa participation à la formation et à l’exploitation d’Odeon. La chaine, d’abord composée de cinémas indépendants, n’était pas affiliée à l’origine au réseau britannique « Odeon Cinemas »; elle a été vendue aux propriétaires de la chaine britannique, The Rank Organisation, en 1946. À la suite de la Seconde Guerre mondiale, une vague anglophile envahit l’Ontario; Odeon mit l’accent sur le fait d'être de propriété britannique afin de tirer profit de ce sentiment, en projetant des films britanniques, plus particulièrement ceux produits par Rank.
Odeon Canada et la chaine Canadian Theatres fusionnent en 1978. La nouvelle entité sera connue sous le nom de Canadian Odeon Theatres.
Le 19 avril 1979, Nathan « Nat » Taylor, inventeur des cinémas à multiples écrans, et Garth Drabinsky ont ouvert le premier cinéma Cineplex, un complexe de 18 écrans dans le sous-sol du Centre Eaton de Toronto ; les 1 600 sièges du cinéma lui ont valu une place dans le Guinness Book of World Records. Après avoir réussi à défaire le duopole Famous Players/Canadian Odeon et leurs contrats exclusifs avec les grandes compagnies de cinéma, Cineplex est passé à l'achat de Canadian Odeon, formant ainsi la Cineplex Odeon Corporation. La famille Bronfman était un investisseur d'importance dans la transaction.

### Développement et concurrence
Dans les années 1980, Garth Drabinsky a fait l'achat de circuits régionaux partout aux États-Unis, les renommant Cineplex Odeon Theatres au passage. De retour au Canada, Drabinsky a usé de son nouveau positionnement pour défier de plein fouet Famous Players Theatres, en inaugurant plus de multiplexes ultramodernes dans tout le pays.
Mieux encore, Famous Players Theatres a laissé le bail d'une propriété comprenant l'entrée d'un de ces cinémas vedettes de Toronto, l'Imperial Six, prendre fin en 1986. Cineplex a immédiatement repris le bail, refusant à Famous Players Theatres l'accès à la portion de la propriété que l’entreprise détenait déjà de bon droit. Famous Players a éventuellement vendu son bien à Cineplex Odeon Cinemas, à la condition qu'il ne soit plus jamais utilisé pour la projection de films de divertissement. La division théâtre de Cineplex a rénové le cinéma, l'a renommé Pantages Theatre et il s'y est joué Le Fantôme de l'opéra pendant 10 ans. Le théâtre est maintenant connu comme le Canon Theatre.
Pendant cette période, Cineplex a aussi établi son unité de distribution, Cineplex Odeon Films. L'actif en a été en grande partie vendu à Alliance Atlantis en 1998. Une division de vidéos domestiques a été lancée en 1986, remplaçant Pan-Canadian Video Presentations. La division de vidéos domestiques a été vendue à Alliance Atlantis en 1998.
Famous Players s'est développé tout au long des années 1990. Sous la présidence de John Bailey, Famous Players a reconstruit ses infrastructures de 1997 à 2003, sous une nouvelle marque de « mégaplexes » avec des sièges en gradins, comme le StarCité et le Colisée, avec des aires de restauration et de jeux vidéo.
À la même période, AMC Theatres est arrivé sur le marché canadien et la plupart des liens traditionnels entre les chaînes existantes et les studios de cinéma de premier plan ont commencé à faiblir, les trois chaînes se livrant une féroce concurrence dans plusieurs marchés d'importance.

### Consolidation
En mai 1998, Drabinsky avait perdu le contrôle de Cineplex au profit de la société Seagram dirigée par la famille Bronfman et de sa division MCA, qui a ensuite fusionné Cineplex Odeon Theatres et les cinémas Loews de la Sony. L'entreprise qui est née de cette fusion, la Loews Cineplex Entertainment, a fait faillite en 2001, conséquence de la récession économique du début de 2000, ce qui a lancé un projet de rachat mené par ONEX Corporation.
Entretemps, Galaxy Entertainment Inc. a été créée en 1999 par Ellis Jacob, un ancien directeur de l'exploitation de Cineplex, et par Stephen Brown, un ancien directeur financier de Cineplex. Avec les investissements d'Onex et de Famous Players, la nouvelle entreprise a concentré ses opérations dans des marchés moins importants qui étaient habituellement desservis par de plus petits cinémas et de l'équipement vétuste, ouvrant ainsi des cinémas de type grande chaîne d'exploitation cinématographique sous la bannière Galaxy Cinemas.
En octobre 2003, la Loews Cineplex Theatres a fusionné son exploitation canadienne avec Galaxy Cinemas, formant le Cineplex Galaxy Income Fund. M. Jacob devint le chef de la direction de Cineplex Galaxy Cinemas et M. Brown en devint le directeur financier. Onex était contrôlée par des actionnaires de la Loews Cineplex Theatres et de Galaxy Cinemas au moment de la fusion, mais elle a vendu ses parts à Loews en juin 2004. Elle a conservé le contrôle de Cineplex Galaxy.
En 2004, les cinémas Famous Players Theatres des Maritimes, dont aucun n’affichait de bannière de marque de commerce de la chaîne, ont été vendus au principal exploitant de la région, Empire Theatres. Les salles canadiennes d'Odeon de la région avaient été vendues à Empire à la fin des années 1970 ou au début des années 1980, avant qu'Empire ne soit acheté par Cineplex Odeon Cinemas.
Le 13 juin 2005, Cineplex Galaxy Income Fund a annoncé qu'elle acquérait de Viacom Famous Players Theatres pour 500 millions $ (environ 397 millions $ US). L'entente fut conclue le 22 juillet 2005. Pour satisfaire aux préoccupations antitrust, le 22 août 2005, le groupe annonçait la vente de 27 salles de l'Ontario et de l'Ouest canadien à Empire Theatres.
Cineplex Entertainment annonçait le 31 mars 2006 qu'elle avait vendu sept autres cinémas au Québec à l'entreprise basée à Chelsea, Fortune Cinemas inc.
Huit jours après que Cineplex Galaxy ait annoncé qu'elle avait acquis Famous Players Theatres, la Loews Cineplex Theatres et l'AMC Theatres annonçaient une fusion. Alors qu'AMC Theatres exploitait des cinémas au Canada et qu'il occupait la troisième place après Cineplex Galaxy Income Fund et Empire Theatres dans sa version étendue, Cineplex Odeon et AMC Theatres demeuraient concurrents au Canada.
Cineplex Galaxy Income Fund, propriétaire de la chaîne, la renomma Cineplex Divertissement le 3 octobre 2005. 
Le 29 juin 2007, Cineplex Divertissement annonçait l'acquisition de trois cinémas Cinema City de l'Ouest canadien. Deux cinémas de Winnipeg et un d'Edmonton ont été achetés.
Le 1er février 2010, Fortune Cinemas faisait faillite et Cineplex Divertissement a acheté certains des cinémas de Fortune Cinemas. Le cinéma StarCité Gatineau (StarCité Hull) et le cinéma Cavendish ont été rouverts en tant que cinémas Cineplex Divertissement.

## Exploitation et marques
Les concurrents principaux de Cineplex sont Empire Theatres, qui détient la plupart des cinémas cédés à la suite de la fusion Cineplex/Famous Players, et AMC Theatres. Toutefois, comme Empire est le seul exploitant d'envergure dans le Canada atlantique, Cineplex et Empire poursuivent leur collaboration à l'occasion d'opérations de promotion choisies, comme des offres de rabais ou de billets gratuits sur les emballages de produits alimentaires. Au Québec, les Cinémas Guzzo est le principal concurrent de l'entreprise.
Le 30 juin 2010, un concept cinématographique du nom d'UltraAVX a fait ses débuts dans deux cinémas à Toronto et Calgary. Il a depuis été lancé dans d'autres villes, en Ontario, au Québec, en Colombie-Britannique, en Alberta et en Saskatchewan. La technologie UltraAVX utilise des écrans nettement plus grands que ceux utilisés traditionnellement chez Cineplex Odeon, et un système ambiophonique numérique Dolby 7.1. Les projecteurs cinématographiques Christie Solaria 2230 de la technologie DLP permettent des présentations numériques et 3D des plus nettes. Les invités peuvent réserver leurs places, qui sont en fait de très grands fauteuils basculants avec de hauts dossiers. La technologie UltraAVX est actuellement offerte dans 23 cinémas Cineplex au pays.
Cineplex a lancé le concept des cinémas VIP en 2007, à Oakville. Ces cinémas ont leur propre billetterie privée, offrent le service de nourriture aux sièges et permettent aux invités de consommer des boissons alcoolisées dans la salle (le cinéma n'accueille que des invités qui âgé de plus de 19 ans). Les invités peuvent réserver leurs places, qui sont en fait de très grands fauteuils basculants avec de hauts dossiers. Il existe actuellement quatre cinémas de ce genre : deux à Toronto et un à London, en Ontario, ainsi qu'un à Brossard, au Québec.
Cineplex détient aussi les droits d'exploitation des centres de divertissement XSCAPE, que l'on trouve actuellement au SilverCity Oakville et concept VIP, et au SilverCity Cross Iron Mills. Les centres de divertissement XScape proposent une salle d'arcade étendue, des jeux interactifs et un bar lounge titulaire d'un permis d'alcool.

### Cinémas Cineplex Odeon

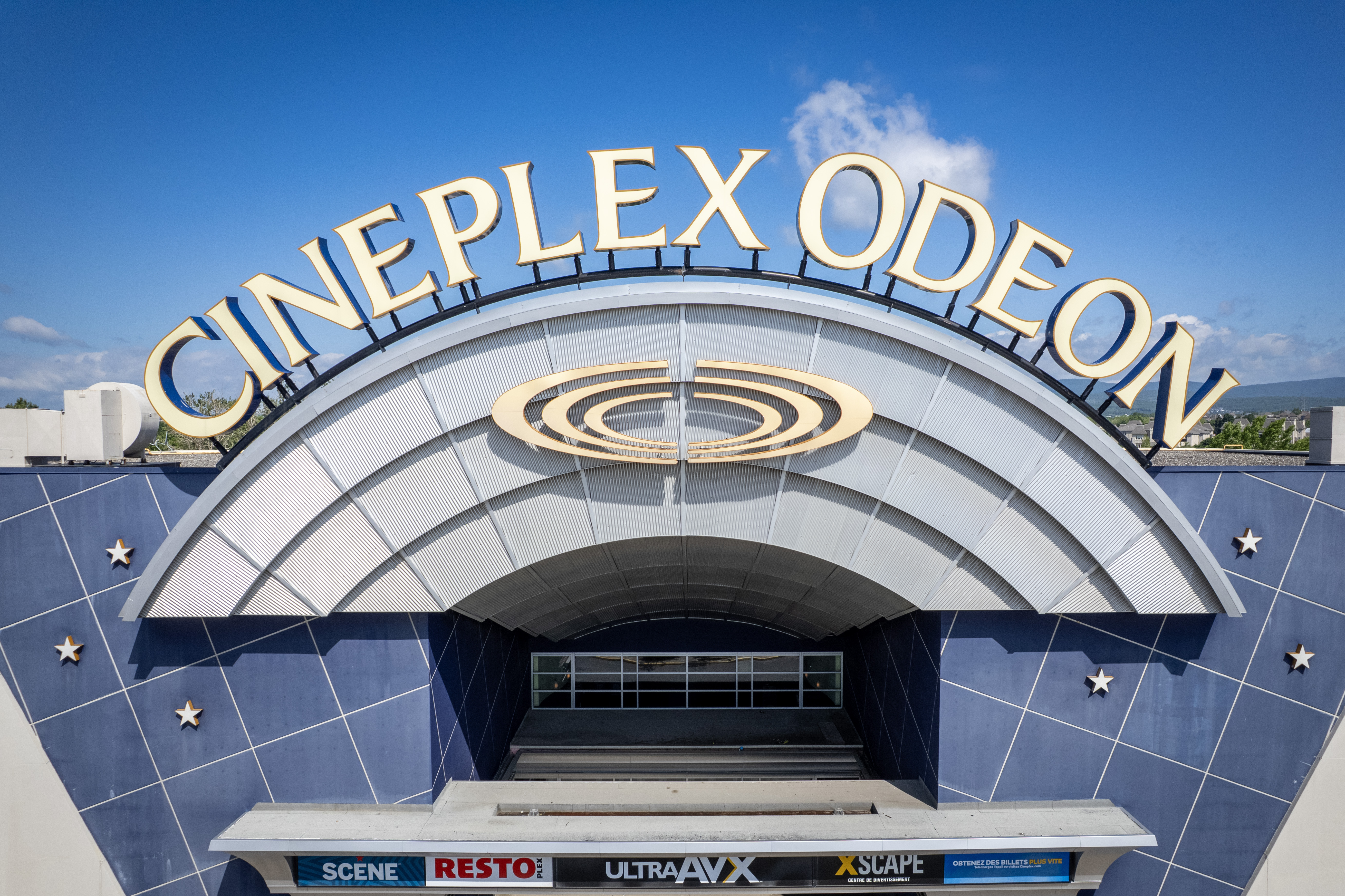
Façade d'un cinéma Cineplex Odeon.

Cineplex Odeon est la bannière la plus répandue de l'entreprise. En juillet 2011, on comptait 43 cinémas de cette bannière. Les nouveaux cinémas présentent une vaste gamme de films et proposent des comptoirs alimentaires de marque, bien que la plupart des cinémas (même ceux construits au cours de la fin des années 1990) n'ont que les comptoirs alimentaires traditionnels. On retrouve cette bannière dans toutes sortes de lieux : de petits multiplexes de centres commerciaux aux salles plus grandes et ultramodernes.

### Galaxy Cinemas
Galaxy Cinemas est la marque qui domine les marchés de taille intermédiaire où la concurrence était historiquement faible ou inexistante, même avant que la fusion Cineplex-Famous Players. Tous les cinémas ont été bâtis depuis le milieu des années 1990, bien que certains soient en fait de plus petits cinémas Cineplex Odeon ou Famous Players rénovés (ou tout simplement remplacés). Ces cinémas comportent six écrans ou plus, des comptoirs alimentaires de marque, des sièges en gradin, et sont semblables aux cinémas StarCité. En juillet 2011, on comptait 30 cinémas Galaxy.

### Famous Players et les bannières concepts de marque
La marque Famous Players englobe nombre de bannières différentes et de concepts de cinémas, dont plusieurs ont été développés pendant le développement de la chaîne dans les banlieues, y compris plusieurs nouveaux cinémas dans les mégacentres commerciaux, vers la fin des années 1990. La bannière Famous Players (telle quelle) est maintenant principalement utilisée pour les chaînes de cinémas dites « traditionnelles », le plus souvent dans d'anciens cinémas du centre-ville ou de centres commerciaux qui comptent un plus petit nombre d'écrans et des comptoirs alimentaires traditionnels. Dix de ces cinémas demeurent, la plupart ayant été évincés par des cinémas plus grands.
Le groupe exploite 25 cinémas StarCité (en anglais : SilverCity), des cinémas de taille moyenne à grande dans des villes de taille moyenne, des banlieues ou des quartiers secondaires. Ces cinémas sont légèrement plus grands, mais très semblables aux cinémas Galaxy. Bien qu'inaugurés par Famous Players, Cineplex continue de bâtir des complexes StarCité depuis la fusion.
Quatre cinémas Famous Players de banlieue plus grands se trouvent sous la bannière Colisée (en anglais : Coliseum) et sont caractérisés par leur façade arrondie. C'est le premier concept de marque inauguré par Famous Players. Ces cinémas sont habituellement plus grands que les cinémas StarCité et abritent plus de comptoirs alimentaires de marque. Les cinémas Colisée sont situés à Scarborough (Scarborough Town Centre), à Mississauga (Square One Shopping Centre), à Kirkland, en banlieue de Montréal, et dans le quartier ouest d'Ottawa. (L'ancien cinéma Colisée de Calgary a été acheté par Empire Theatres.)
Les trois cinémas Colossus sont encore plus grands. Cette taille de cinéma a été développée pour répondre directement à l'arrivée d'AMC Theatres, l'exploitant de mégaplexes, au Canada. Les cinémas Colossus se trouvent à Laval, une banlieue de Montréal, à Vaughan, une banlieue de Toronto, et à Langley, une banlieue de Vancouver.
Cinq complexes Cineplex portent la marque cinémas Banque Scotia (en anglais : ScotiaBank Theatres), en vertu d'une entente particulière passée en 2007 entre Cineplex et la Banque Scotia au sujet d’un programme de fidélisation de la clientèle. On trouve les cinémas Banque Scotia à Toronto, Montréal, Calgary, Edmonton et Vancouver.[7] La plupart ont été d'abord construits par Famous Players sous la bannière Paramount. Toutefois, le nom a dû être supprimé comme condition de la vente de la chaîne par Viacom.
Cineplex Divertissement exploite actuellement 12 écrans IMAX qui sont situés dans 12 cinémas Banque Scotia, Colossus, Colisée et StarCité.

### Autres
La marque Cinema City est utilisée pour trois cinémas à Winnipeg et Edmonton, qui projettent principalement des films de seconde exclusivité.
Cineplex est aussi en participation minoritaire dans Alliance Cinemas, en partenariat avec Alliance Films. À son sommet, la chaîne possédait cinq cinémas : trois cinémas ont été vendus ou fermés, alors que les deux restants sont en vente depuis l'été 2005.

## Événements Premières loges
En plus de projeter des films, Cineplex diffuse aussi une programmation complémentaire variée par le biais de sa filiale Événements Première loges. Ceci comprend des diffusions en direct de représentations théâtrales (Stratford, National Theatre Live), d'opéras (le Met), de concerts et d'événements sportifs (WWE).

## SCÈNE
Lancé en 2007, le programme SCÈNE est un programme de récompenses axé sur le divertissement détenu par la Banque Scotia et Cineplex Divertissement. L'adhésion à SCÈNE est gratuit. Elle permet d’obtenir des points que l'on peut échanger contre des billets de cinéma et des rabais aux comptoirs alimentaires.
Les membres SCÈNE peuvent aussi obtenir des points avec la Carte Scotia SCENE (carte de débit) et la carte VISA SCENE.

## Cineplex.com
Cineplex.com est le site relié aux salles de cinéma le plus consulté au Canada. Le site Web propose des nouvelles au sujet des films et du divertissement en général, les horaires, des bandes-annonces et fait aussi office de boutique Cineplex, où les clients peuvent se procurer des DVD.
Depuis novembre 2010, les clients peuvent aussi télécharger des films du site Web Cineplex le même jour que leur disponibilité en magasin. Les clients ont deux choix : le téléchargement pour achat ou la vidéo sur demande (la vidéo est disponible pendant 48 heures après le téléchargement). Ces options sont offertes en anglais seulement. Actuellement, les films qui sont offerts proviennent de la 20th Century Fox, de Sony, de Warner Bros et de Universal Pictures.

## Relations du travail
Dans la province de Québec, l'International Alliance of Theatrical Stage Employees (IATSE), section locale 262, représente la majorité des 1100 employés en contact avec la clientèle. En tout, dix cinémas sont représentés  : Quartier Latin, Place LaSalle, Mail Cavendish, Boucherville, Beauport, Brossard DIX-30 et VIP, Cinémas Cineplex Forum, Saint-Bruno et plus récemment, le Colossus Laval et le Ste-Foy. 
Pour ce qui a trait au Cinéplex Ste-Foy et du Colossus Laval, les employés sont sans convention collective malgré des négociations intensives depuis 2014. Malgré une décision arbitrale rendue en janvier 2017, Cinéplex a refusé d'appliquer celle-ci et l'a contestée en Cour supérieure du Québec. La dernière sentence arbitrale vient d'être rendue le 13 novembre 2018 et donne des augmentations de salaire allant jusqu'à 14.95$ de l'heure.
À l'extérieur de la province de Québec, les cinémas Cineplex ne sont habituellement pas syndiqués.

## Fournisseurs
Depuis le début de 2007, Coca-Cola est le fournisseur exclusif de boissons gazeuses dans tous les cinémas Cineplex et les friandises Hershey sont offertes dans toute la chaîne. Les œufs Kinder Surprise sont les friandises offertes dans les combos pour enfants utilisés pour faire la promotion des films pour enfants. Toutefois, les marques des autres comptoirs alimentaires varient : Cineplex et Galaxy sont historiquement associés à Pizza Pizza et Yogen Früz, alors que Famous Players sert les marques Yum (y compris KFC, Pizza Hut et Taco Bell), les produits Burger King, Baskin-Robbins et TCBY. Les deux entreprises ont eu des comptoirs New York Fries dans leurs cinémas. 
Cineplex Divertissement est en train de remplacer tous les comptoirs autonomes Baskin Robbins et TCBY par des comptoirs Yogen Früz. Les comptoirs TCBY resteront dans les cinémas Famous Players des cinémas qui ne servent pas les produits Yogen Früz. Cineplex Divertissement ne prévoit pas éliminer progressivement aucun autre comptoir alimentaire de marque, bien que les anciens fournisseurs de Famous Players ne devraient pas se retrouver dans aucun nouveau cinéma.
- Famous Players : Plusieurs locations